# Sigambra qingdaoensis
Sigambra qingdaoensis is een borstelworm uit de familie Pilargidae. Het lichaam van de worm bestaat uit een kop, een cilindrisch, gesegmenteerd lichaam en een staartstukje. De kop bestaat uit een prostomium (gedeelte voor de mondopening) en een peristomium (gedeelte rond de mond) en draagt gepaarde aanhangsels (palpen, antennen en cirri).
Sigambra qingdaoensis werd in 1997 voor het eerst wetenschappelijk beschreven door Licher & Westheide.